# Mäeküla (Otepää)
Mäeküla is een plaats in de Estlandse gemeente Otepää, provincie Valgamaa. De plaats heeft de status van dorp (Estisch: küla).
Tot in oktober 2017 behoorde Mäeküla tot de gemeente Sangaste. In die maand werd Sangaste bij de gemeente Otepää gevoegd.

## Bevolking
Het dorp had 55 inwoners op 31 december 2011 en 36 inwoners op 31 december 2021.

## Ligging
De plaats ligt aan de rand van het natuurgebied Otepää hoiuala (3,6 km²). Op het grondgebied van het dorp ligt de heuvel Harimägi (211 meter), die de astronoom en geodeet Friedrich Georg Wilhelm Struve gebruikte voor driehoeksmetingen.

## Geschiedenis
Mäeküla werd voor het eerst genoemd in 1582 onder de naam Pisasth, een dorp op het landgoed van Schloß Sagnitz (Sangaste). De naam Mäeküll werd voor het eerst gebruikt in 1839. De naam betekent ‘dorp op een heuvel’; het dorp ligt in een heuvelachtig landschap. Een van de heuvels heet Sangaste linnamägi (‘burchtheuvel van Sangaste’). Van de 11e tot in het begin van de 13e eeuw lag hier een burcht, die mogelijk gebouwd is op de plaats waar in de eerste en tweede eeuw een nederzetting was.
In 1977 moest Mäeküla een deel van zijn grondgebied afstaan aan Restu.